# Novaesium
Novaesium era il nome dell'antica fortezza legionaria della provincia romana della Germania inferiore, che corrisponde all'odierna città tedesca di Neuss. Era posizionata lungo il fiume Reno, di fronte alle tribù germaniche dei Sigambri e dei Tencteri, a sud di Castra Vetera ed a nord di Colonia Agrippina.

## Storia

### Da Augusto a Vespasiano

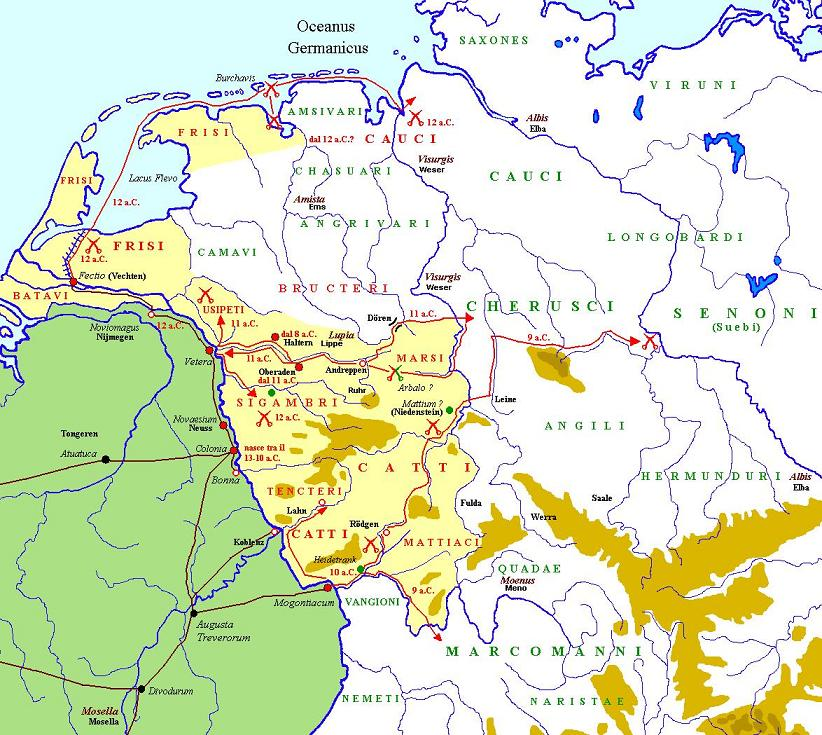
Le campagne di Druso maggiore in Germania dal 12 al 9 a.C.

Il primo castra legionario semi-permanente potrebbe appartenere ad un periodo di poco successivo al 20 a.C., quando Augusto ed il futuro imperatore Tiberio, si recarono in Gallia nel 16 a.C. Una volta affidato il compito di iniziare la conquista della Germania libera, al figliastro Druso, quest'ultimo nel 12 a.C., dopo aver respinto un'invasione di Sigambri, dei loro alleati Tencteri ed Usipeti, penetrò all'interno del territorio dei Batavi (probabili alleati di Roma) e devastò le terre di Usipeti e Sigambri. Dopo aver disceso con una flotta il Reno in direzione del Mare del Nord, si rese alleati i Frisi e penetrò nel territorio dei Cauci.
Nell'11 a.C. Druso operò più a sud, affrontando e battendo ancora una volta il popolo degli Usipeti. E proprio quest'anno utilizzò l'importante base legionaria di Novaesium, gettando nel corso della campagna un ponte sul fiume Lupia, l'attuale Lippe (che si trova di fronte a Castra Vetera, l'odierna Xanten) ed invase ancora una volta il territorio dei Sigambri (assenti poiché in lotta con i vicini Catti), costruendovi alcune fortezze (tra cui la latina Aliso); si spinse, infine, nei territori di Marsi e Cherusci, fino al fiume Visurgis, l'odierno Weser. Per questi successi ricevette gli onori trionfali (ovvero gli ornamenta triumphalia). Gli anni successivi il generale romano spostò il suo raggio d'azione più a sud e, Novaesium potrebbe essere stato abbandonato come castra legionario a favore di Castra Vetera, lasciando sul posto un primo presidio di truppe ausiliarie.
È anche vero che a Novaesium potrebbe essere stato utilizzato anche in altre circostanze, come per le campagne militari di Tiberio del 4, quando lo stesso attaccò i vicini Bructeri o nel corso delle campagne di Germanico del 14-16.
Al termine di queste ultime operazioni del 16, l'imperatore romano Tiberio creava due nuove "aree militarizzate" ad ovest del fiume Reno, divenute settant'anni più tardi le nuove province della Germania inferiore e della superiore.
Negli ultimi anni del principato di Tiberio (attorno al 30/35), la Legio XX Valeria Victrix fu trasferita da Colonia Agrippina al nuovo castra di Novaesium, dove rimase fino al 43/47. A sostituirla arrivò la Legio XVI Gallica che qui rimase fino al 70.
Con la morte dell'imperatore Nerone, il castra fu coinvolto nella Rivolta batava degli anni 69 e 70, al termine della quale fu in parte ricostruita per le evidenti azioni condotte dai ribelli batavi.

### Da Domiziano a Diocleziano

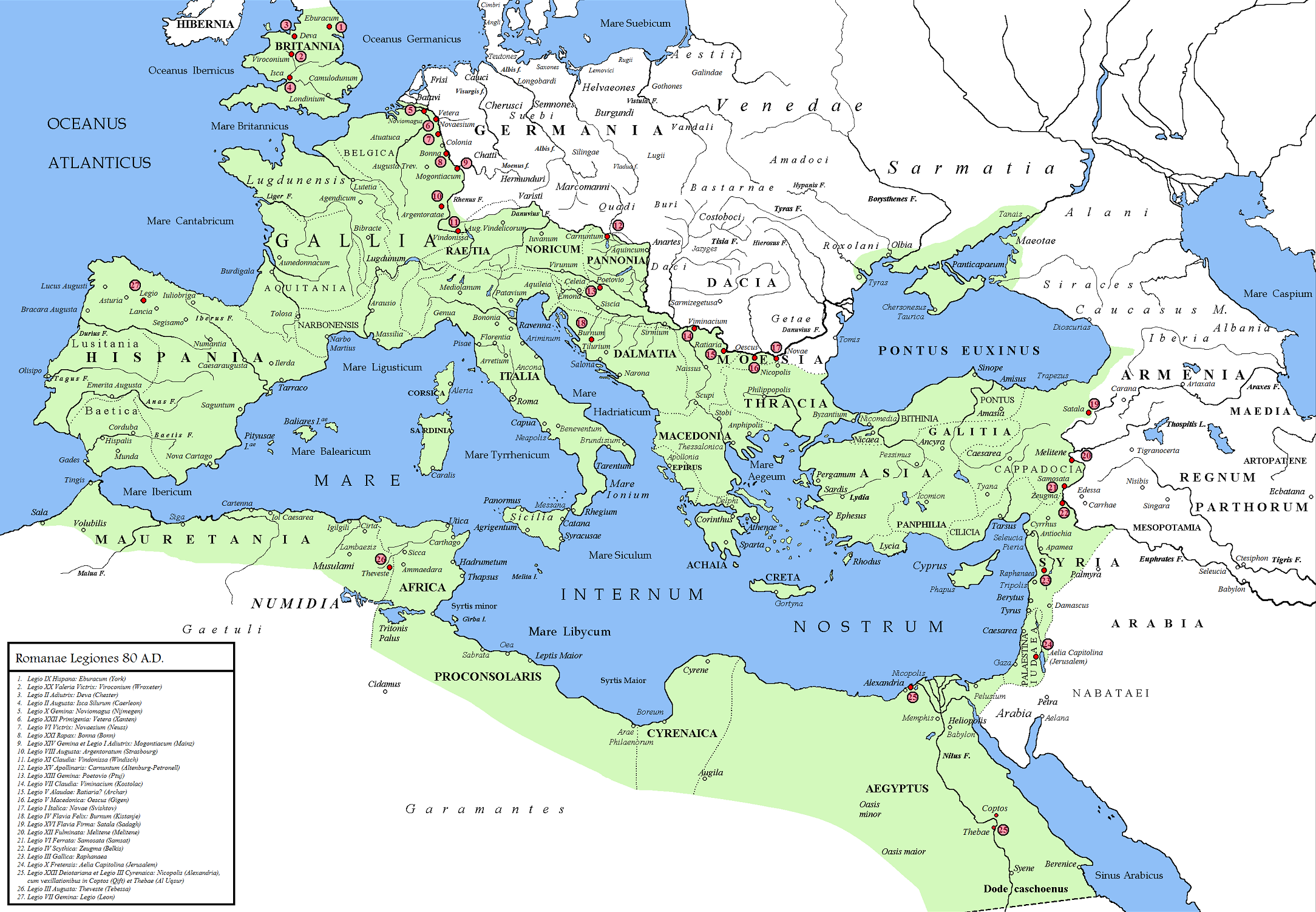
L'impero romano ed il castrum legionario di Novaesium (n.6).

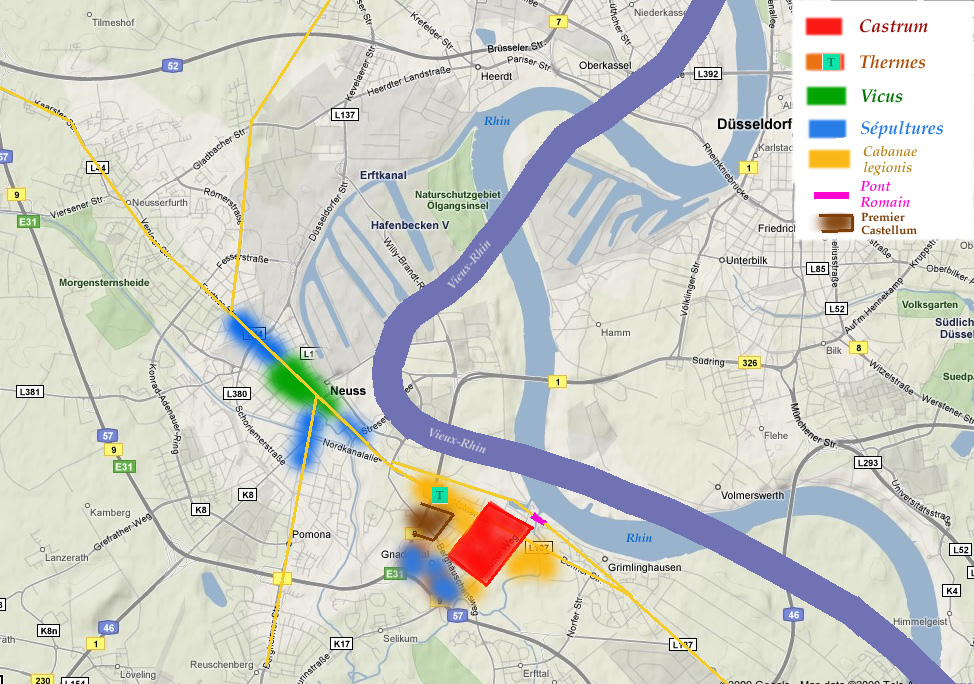
Pianta della fortezza di Novaesium, del vicus e delle canabae.

Con il nuovo imperatore Vespasiano (nel 70), a Novaesium fu ricostruita una nuova fortezza legionaria, la cui difesa fu affidata alla legio VI Victrix, che qui rimase fino al 101/104 circa.
A partire dall'84/87 Novaesium entrò a far parte della nuova provincia della Germania inferiore, che comprendeva tra i suoi insediamenti principali anche Castra Vetera (Xanten), Noviomagus Batavorum (Nijmegen), Trajectum ad Rhenum (Utrecht), e Colonia Agrippinensis (Colonia, la capitale della provincia), arrivando a contare fino a ventisette tra forti e fortini ausiliari, le tre fortezze legionarie, al tempo di Vespasiano, lungo il limes che dalla foce del Reno conduceva al forte di Remagen.
Nel 100 l'imperatore Traiano, probabilmente dopo un suo primo breve soggiorno nel castra, decise di ritirare definitivamente la legio VI Victrix a vantaggio della vicina fortezza di Castra Vetera, chiudendo la fortezza legionaria di Novaesium. Da questo momento al posto dell'antico castra fu costruito un forte di truppe ausiliarie.
Novaesium fece parte per i secoli successivi del settore nord del limes renano, ed ebbe il difficile compito di respingere le numerose invasioni che si susseguirono in seguito alla formazione della federazione germanica dei Franchi a partire dal III secolo. Attorno al 275 il forte fu distrutto da un'invasione di Franchi, che occuparono in seguito l'intera area compresa tra i fiumi Mosa, Demer e Schelda.

### Il IV secolo

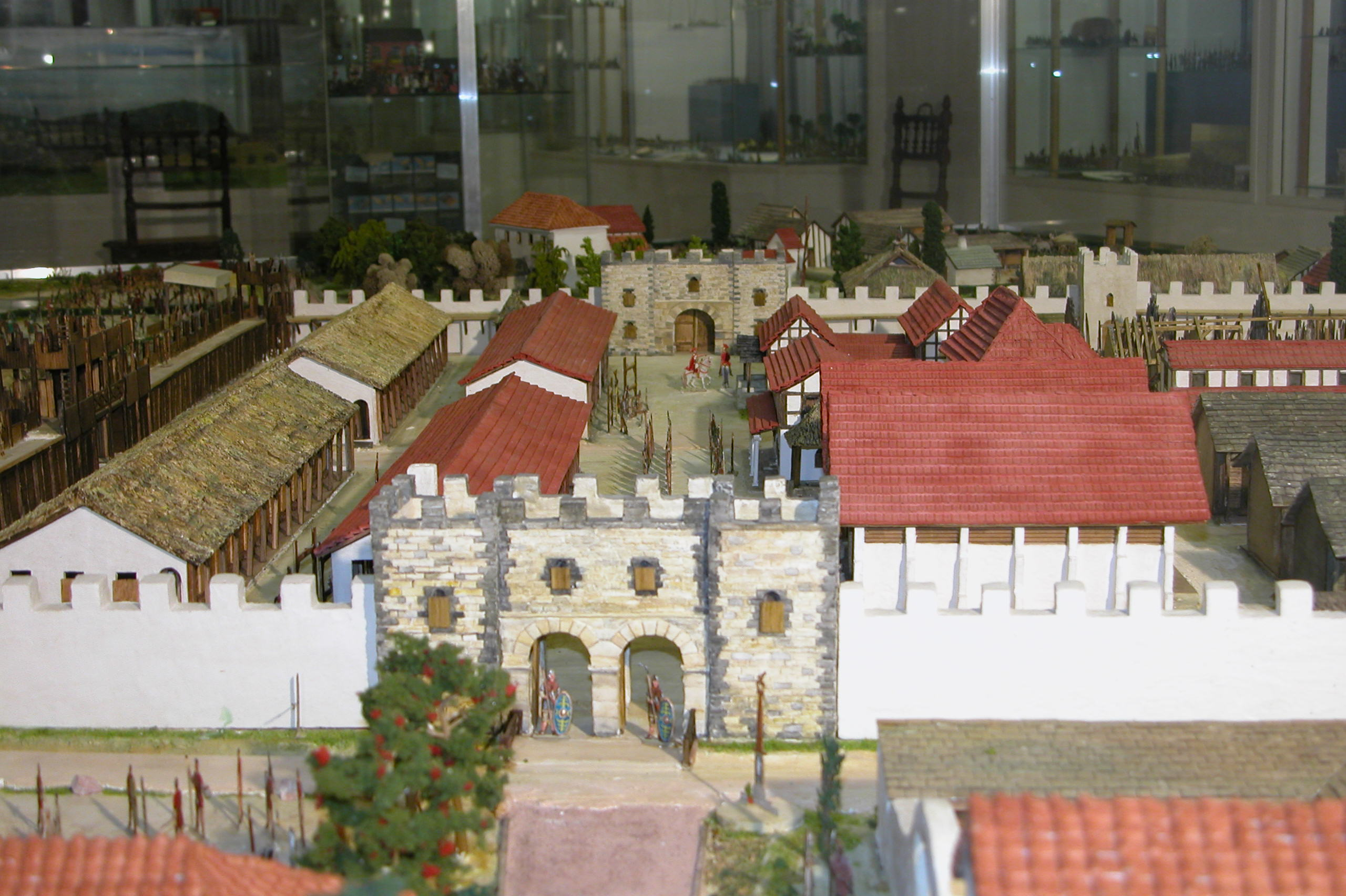
Diorama dell'accampamento legionario di Novaesium.

Nel 342 la federazione dei Franchi fu protagonista di un'incursione in territorio gallico, condotta a partire dalla loro area d'insediamento presso il Reno. Furono respinti da Costanzo I. Un decennio più tardi, nel 355-358 Giuliano trovò ancora le rotte del Reno sotto il controllo dei Franchi e ancora una volta li pacificò. Roma garantì ai Franchi una fetta considerevole della Gallia Belgica, compresi i territori circostanti al castra di Novaesium.
Da questo momento in poi i Franchi erano diventati foederati dell'Impero Romano. In sostanza costituirono il primo popolo germanico a stabilirsi permanentemente all'interno del territorio romano, incaricati di difendere la frontiera del Reno contro Alani, Svevi e Vandali.

### Fonti primarie
- Cassio Dione Cocceiano, Storia romana, LIV.
- Publio Cornelio Tacito, Historiae, IV e V.

### Fonti secondarie
- Campbell, D.B., Roman legionary fortresses 27 BC - AD 378, Oxford 2006.
- Carroll, Maureen, Romans, Celts & Germans: the german provinces of Rome, Gloucestershire & Charleston 2001.
- Keppie, Lawrence, The making of the roman army, University of Oklahoma 1998.
- Parker, H., Roman Legions, New York 1993.
- Wells, C.M.,The German Policy of Augustus, in Journal of Roman studies 62, Londra 1972.

### Personaggi
- Augusto e l'occupazione romana della Germania sotto Augusto
- Tiberio Claudio Nerone
- Gaio Giulio Cesare Claudiano Germanico
- Vespasiano
- Traiano
- Costanzo II
- Flavio Claudio Giuliano

### Località geografiche
- Germania inferiore
- Lista di fortezze legionarie romane
- Limes romano
- Limes germanico-retico
- Neuss